# Arpegi

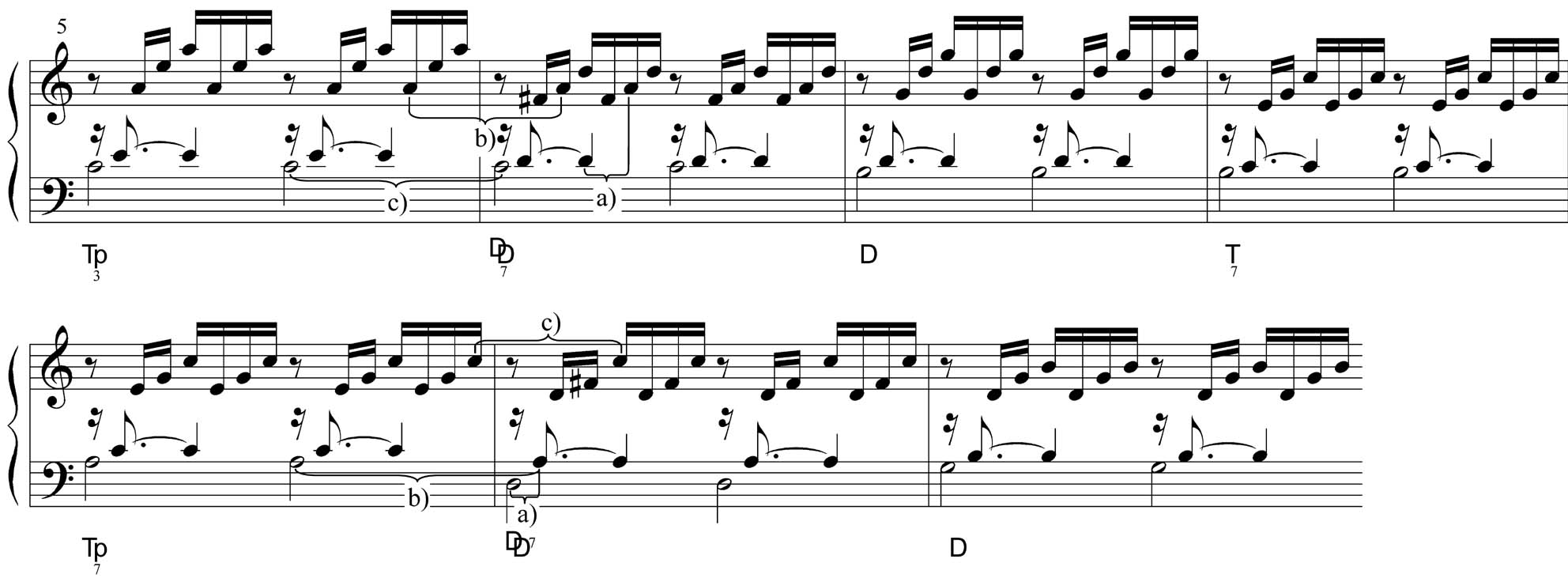
Preludi en do major, amb l'escriptura arpegiada.

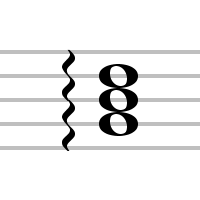
Acord que ha d'interpretar-se arpegiat.

Un arpegi és la successió de les notes d'un acord. Hi ha diverses formes d'escriure els arpegis. Es poden escriure les notes amb una línia zig-zageant al costat, i també s'hi pot escriure la duració real de totes.